# Deutscher Juristentag
Der Deutsche Juristentag ist ein eingetragener und als gemeinnützig anerkannter Verein, dessen Mitglieder Juristen sind. Allgemein wird als Deutscher Juristentag auch dessen alle zwei Jahre stattfindende Tagung bezeichnet, die als rechtspolitischer Kongress mit 2500 bis 3500 Teilnehmern durchgeführt wird. Der Verein hatte 2024 circa 5.000 Mitglieder.

## Struktur
Mitglied kann werden, wer mindestens eine juristische Staatsprüfung abgelegt hat oder Student der Rechtswissenschaft ist. Organe des Vereins sind die alle zwei Jahre zusammentretende Mitgliederversammlung, die Ständige Deputation und der Geschäftsführende Ausschuss. Die Mitglieder der Ständigen Deputation werden von der Mitgliederversammlung auf sechs Jahre gewählt. Es ist nur einmalige Wiederwahl zulässig. Die Ständige Deputation wählt aus ihrer Mitte den Geschäftsführenden Ausschuss (Vorsitzender, Stellvertreter und Schatzmeister), die den Vorstand im Sinne von § 26 BGB bilden. Dies sind derzeit (Stand Februar 2020) Mathias Habersack (Vorsitzender), Marie Luise Graf-Schlicker (Stellvertretende Vorsitzende) und Peter Hemeling (Schatzmeister). Der Vorsitzende leitet als Präsident die Kongresse des Deutschen Juristentages. Diese werden jeweils durch einen Ortsausschuss vorbereitet. Die Geschäfte des Deutschen Juristentages führt der Generalsekretär (derzeit Andreas Nadler).
Weitere Mitglieder der Ständigen Deputation sind Martin Beckmann, Nina Dethloff, Martin Franzen, Beate Gsell, Peter Hemeling, Johanna Hey, Wolfgang Kahl, Sibylle Kessal-Wulf, Rainer Klocke, Thomas Mayen, Anja Mengel, Hubert Meyer, Anke Müller-Jacobsen, Angelika Nußberger, Henning Radtke, Peter Rawert, Helmut Satzger, Rainer Schlegel, Max-Jürgen Seibert, Jochen Vetter, Eva Voßkuhle und Gerhard Wagner.

## Geschichte
Der erste Deutsche Juristentag fand 1860 in Berlin statt. Zu seinen Begründern gehörte Karl Christian Eduard Hiersemenzel, der bereits ab 1859 das Publikationsorgan des Juristentags herausgab. Während des Ersten Weltkrieges war die regelmäßige Folge unterbrochen. Der für den Herbst 1933 vorgesehene Juristentag wurde nach der Machtergreifung durch die Nationalsozialisten von der Ständigen Deputation „mit Rücksicht auf die noch völlig im Fluß befindliche grundlegende Umgestaltung des deutschen Staats- und Rechtswesens“ abgesagt. Der Bund Nationalsozialistischer Deutscher Juristen organisierte jedoch seine 4. Reichstagung in Leipzig unter dem Namen „Deutscher Juristentag 1933“. Der Vorsitzende des Vereins, Heinrich Triepel, distanzierte sich in einem Rundschreiben an die Mitglieder von dieser Veranstaltung und erklärte, keine Mitgliedsbeiträge mehr zu erheben, da noch nicht abzusehen sei, wann der Verein seine Arbeit wieder aufnehme könne. 1937 wurde der Verein zwangsweise aufgelöst. 1949 wurde die veranstaltende Organisation wieder als Verein unter dem Namen Deutscher Juristentag e. V. verfasst. Er tritt alle zwei Jahre in einer anderen deutschen Stadt zusammen. Besondere Bedeutung erlangte der 46. Deutsche Juristentag 1966 in Essen, auf dem die strafrechtliche Behandlung der NS-Verbrechen im Rahmen der Sonderveranstaltung „Probleme der Verfolgung und Ahndung von nationalsozialistischen Gewaltverbrechen“ thematisiert wurde. Organisiert wurde die Veranstaltung federführend durch den damaligen Präsidenten Ernst Friesenhahn. Ihr wird heute ein Signalcharakter für die folgende Aufarbeitung der Verbrechen während des Nationalsozialismus zugesprochen. Der 68. Deutsche Juristentag, während dessen auch das 150-jährige Bestehen des Vereins feierlich begangen wurde, fand vom 21. bis 24. September 2010 in Berlin statt. Infolge der COVID-19-Pandemie wurde an Stelle des 73. Deutschen Juristentages 2020 in Hamburg das Forum "Pandemie und Recht" veranstaltet, an dem sich begrenzt in Präsenz oder virtuell beteiligt werden konnte.
Hinsichtlich Österreichs kam es nach 1945 bei der Wiederherstellung des selbständigen österreichischen Staates zu einer Renaissance des österreichischen Rechtslebens. Juristische Vereinigungen wurden wiederbelebt (Wiener Juristische Gesellschaft, Gesellschaft für Strafrecht und Kriminologie) aber auch in anderen Bundesländern neu gegründet (Salzburg, Graz, Linz, Klagenfurt) und am 22. September 1959 konstituierte sich der Österreichische Juristentag (ÖJT) auf maßgebliches Betreiben von Wilhelm Malaniuk, dem späteren Präsidenten des Oberlandesgerichts Wien.

## Ziele
Ziel des Juristentages ist die Fortentwicklung des Rechts, indem wissenschaftlich die Notwendigkeit der Änderung der Rechtsordnung untersucht wird, öffentliche Vorschläge für Rechtsänderungen unterbreitet werden und auf vom Deutschen Juristentag als solche angesehene Missstände im Recht hingewiesen wird. Es gilt unter Juristen als große akademische Ehre, vor diesem Forum zu seinem Fachbereich Stellung nehmen zu dürfen.

## Bisherige Juristentage
| #  | Jahr | Ort               | Präsident                |
| -- | ---- | ----------------- | ------------------------ |
| 01 | 1860 | Berlin            | Karl Georg von Wächter   |
| 02 | 1861 | Dresden           | Johann Caspar Bluntschli |
| 03 | 1862 | Wien              | Karl Georg von Wächter   |
| 04 | 1863 | Mainz             | Karl Georg von Wächter   |
| 05 | 1864 | Braunschweig      | Karl Georg von Wächter   |
| 06 | 1867 | München           | Karl Georg von Wächter   |
| 07 | 1868 | Hamburg           | Rudolf von Gneist        |
| 08 | 1869 | Heidelberg        | Johann Caspar Bluntschli |
| 09 | 1871 | Stuttgart         | Rudolf von Gneist        |
| 10 | 1872 | Frankfurt am Main | Rudolf von Gneist        |
| 11 | 1873 | Hannover          | Rudolf von Gneist        |
| 12 | 1875 | Nürnberg          | Rudolf von Gneist        |
| 13 | 1876 | Salzburg          | Rudolf von Gneist        |
| 14 | 1878 | Jena              | Rudolf von Gneist        |
| 15 | 1880 | Leipzig           | August Drechsler         |
| 16 | 1882 | Kassel            | Rudolf von Gneist        |
| 17 | 1884 | Würzburg          | Rudolf von Gneist        |
| 18 | 1886 | Wiesbaden         | Rudolf von Gneist        |
| 19 | 1888 | Stettin           | August Drechsler         |
| 20 | 1889 | Straßburg         | Rudolf von Gneist        |
| 21 | 1891 | Köln              | August Drechsler         |
| 22 | 1893 | Augsburg          | Rudolf von Gneist        |
| 23 | 1895 | Bremen            | August Drechsler         |
| 24 | 1898 | Posen             | Melchior Stenglein       |
| 25 | 1900 | Bamberg           | von Stoesser             |
| 26 | 1902 | Berlin            | Heinrich Brunner         |
| 27 | 1904 | Innsbruck         | Heinrich Brunner         |
| 28 | 1906 | Kiel              | Justus von Olshausen     |
| 29 | 1908 | Karlsruhe         | Heinrich Brunner         |
| 30 | 1910 | Danzig            | Heinrich Brunner         |
| 31 | 1912 | Wien              | Heinrich Brunner         |
| 32 | 1921 | Bamberg           | Wilhelm Kahl             |
| 33 | 1924 | Heidelberg        | Wilhelm Kahl             |
| 34 | 1926 | Köln              | Wilhelm Kahl             |
| 35 | 1928 | Salzburg          | Wilhelm Kahl             |
| 36 | 1931 | Lübeck            | Georg Wildhagen          |
| 37 | 1949 | Köln              | Ernst Wolff              |
| 38 | 1950 | Frankfurt am Main | Ernst Wolff              |
| 39 | 1951 | Stuttgart         | Ernst Wolff              |
| 40 | 1953 | Hamburg           | Herbert Ruscheweyh       |
| 41 | 1955 | West-Berlin       | Herbert Ruscheweyh       |
| 42 | 1957 | Düsseldorf        | Herbert Ruscheweyh       |
| 43 | 1960 | München           | Herbert Ruscheweyh       |
| 44 | 1962 | Hannover          | Ernst Friesenhahn        |
| 45 | 1964 | Karlsruhe         | Ernst Friesenhahn        |
| 46 | 1966 | Essen             | Ernst Friesenhahn        |
| 47 | 1968 | Nürnberg          | Konrad Redeker           |
| 48 | 1970 | Mainz             | Konrad Redeker           |
| 49 | 1972 | Düsseldorf        | Wilhelm Röhl             |
| 50 | 1974 | Hamburg           | Wilhelm Röhl             |
| 51 | 1976 | Stuttgart         | Wilhelm Röhl             |
| 52 | 1978 | Wiesbaden         | Günther Weinmann         |
| 53 | 1980 | West-Berlin       | Günther Weinmann         |
| 54 | 1982 | Nürnberg          | Günther Weinmann         |
| 55 | 1984 | Hamburg           | Marcus Lutter            |
| 56 | 1986 | West-Berlin       | Marcus Lutter            |
| 57 | 1988 | Mainz             | Marcus Lutter            |
| 58 | 1990 | München           | Hans-Harald Franzki      |
| 59 | 1992 | Hannover          | Hans-Harald Franzki      |
| 60 | 1994 | Münster           | Hans-Jürgen Rabe         |
| 61 | 1996 | Karlsruhe         | Hans-Jürgen Rabe         |
| 62 | 1998 | Bremen            | Hans-Jürgen Rabe         |
| 63 | 2000 | Leipzig           | Reinhard Böttcher        |
| 64 | 2002 | Berlin            | Reinhard Böttcher        |
| 65 | 2004 | Bonn              | Paul Kirchhof            |
| 66 | 2006 | Stuttgart         | Paul Kirchhof            |
| 67 | 2008 | Erfurt            | Martin Henssler          |
| 68 | 2010 | Berlin            | Martin Henssler          |
| 69 | 2012 | München           | Martin Henssler          |
| 70 | 2014 | Hannover          | Thomas Mayen             |
| 71 | 2016 | Essen             | Thomas Mayen             |
| 72 | 2018 | Leipzig           | Mathias Habersack        |
| 73 | 2022 | Bonn              | Mathias Habersack        |
| 74 | 2024 | Stuttgart         | Henning Radtke           |